# 玄默 (古琴曲)
玄默，古琴曲，首見於《神奇秘譜》中的「太古神品」，據傳為師曠或嵇康所作。今有姚公白、吳文光等人打譜或演奏的版本。

## 史料
被收錄於《神奇秘譜》、《風宣玄品》、《重修真傳琴譜》等譜中。

## 曲意
《神奇秘譜》：「臞仙曰：『是曲者，或謂師曠之所作，又云嵇康，莫知孰是，蓋古曲也，自周春秋之世有之。其曲之趣也，小天地而隘六合，與造化競奔，遊神於沖虛之外，使物我兩忘，與道同化，有不能形容之趣焉。達者得之。』」

## 演奏版本
- 《神奇秘譜》，姚公白打譜並錄音。[3]
- 《神奇秘譜》，姚丙炎打譜。[4]
- 《神奇秘譜》，吳文光打譜。[5]
- 《神奇秘譜》，孫貴生打譜並錄音。[6]